# Chute Sainte-Anne
La chute Sainte-Anne est une chute d'eau passant par le  canyon Sainte-Anne, Québec.